# زاوية العقدة المدارية

زاوية نقطة الاعتدال تظهر باللون الأخضر.

زاوية نقطة الاعتدال أو خط طول العقدة الصاعدة (بالإنجليزية: Longitude of the ascending node)‏ (☊ أو Ω) أحد العناصر المدارية التي تصف مدار جرم سماوي ما في الفضاء.وهو البعد بين العقدة الصاعدة ومبتدأ خط الطول على المستوى المرجعي انظر الصورة.والعقد المدارية هن نقطتان مداريتان تمثلان تقاطع المدار مع المستوى المرجعي كما هو ظاهر في الصورة.والوقت المستغرق من الجرم لقطع هاتين العقدتين يعد مبدأ التاريخ بالنسبة له .